# Karin Kennel
Karin Kennel (* 5. Juli 1995) ist eine Schweizer Tennisspielerin.

## Karriere
Karin Kennel, die im Alter von sechs Jahren mit dem Tennissport begann, bevorzugt für ihr Spiel den Hartplatz. Sie gewann auf der ITF Women’s World Tennis Tour bereits vier Einzel- und zehn Doppeltitel.
Ihre bislang besten Weltranglistenpositionen erreichte sie im April 2014 mit Platz 409 im Einzel und im Juli 2018 mit Platz 307 im Doppel.
Ihr bislang letztes internationale Turnier spielte Kennel im März 2020. Sie wird daher nicht mehr in der Weltrangliste geführt.
Ab 2014 absolvierte Karin Kennel im Selbststudium eine Ausbildung zur Bürokauffrau.

## Turniersiege

### Einzel
| Nr. | Datum             | Turnier                  | Kategorie   | Belag   | Finalgegnerin     | Ergebnis      |
| --- | ----------------- | ------------------------ | ----------- | ------- | ----------------- | ------------- |
| 1.  | 14. April 2013    | Iraklio                  | ITF $10.000 | Teppich | Anna Floris       | 6:1, 3:6, 6:3 |
| 2.  | 16. März 2014     | Santa Margherita di Pula | ITF $10.000 | Sand    | Sofija Kowalez    | 6:2, 6:1      |
| 3.  | 26. August 2017   | Caslano                  | ITF $15.000 | Sand    | Alberta Brianti   | 6:3, 6:0      |
| 4.  | 8. September 2019 | Tabarka                  | ITF W15     | Sand    | Constance Sibille | 6:2, 6:4      |

### Doppel
| Nr. | Datum             | Turnier             | Kategorie   | Belag     | Partnerin               | Finalgegnerinnen                          | Ergebnis          |
| --- | ----------------- | ------------------- | ----------- | --------- | ----------------------- | ----------------------------------------- | ----------------- |
| 1.  | 26. Juni 2015     | Lenzerheide         | ITF $25.000 | Sand      | Yvonne Cavalle-Reimers  | Xenia Knoll Antonia Lottner               | kampflos          |
| 2.  | 3. September 2015 | Engis               | ITF $10.000 | Sand      | Lara Michel             | Margaux Bovy Helene Scholsen              | 6:0, 6:4          |
| 3.  | 13. November 2015 | Iraklio             | ITF $10.000 | Hartplatz | Wiktorija Tomowa        | Helen De Cesare Vlada Ekshibarova         | 6:2, 6:4          |
| 4.  | 5. Dezember 2015  | Port El-Kantaoui    | ITF $10.000 | Hartplatz | Isabella Schinikowa     | Darja Tscharnjazowa Jana Sisikowa         | 4:6, 6:3, [10:7]  |
| 5.  | 23. Juli 2016     | Scharm asch-Schaich | ITF $10.000 | Hartplatz | Victoria Muntean        | Ola Abou Zekry Dhrithi Tatachar Venugopal | 7:64, 2:6, [10:4] |
| 6.  | 2. September 2016 | Sion                | ITF $10.000 | Sand      | Emily Arbuthnott        | Leonie Küng Simona Waltert                | 6:2, 6:1          |
| 7.  | 2. Oktober 2016   | Hammamet            | ITF $10.000 | Sand      | Carolina Meligeni Alves | Fernanda Brito Noelia Zeballos            | 6:2, 4:6, [11:9]  |
| 8.  | 18. Februar 2017  | Antalya             | ITF $15.000 | Sand      | Başak Eraydın           | Cristina Dinu Cristina Ene                | 6:3, 2:6, [10:5]  |
| 9.  | 20. Januar 2018   | Hammamet            | ITF $15.000 | Sand      | Marija Marfutina        | Despina Papamichail Catalina Pella        | 7:5, 6:2          |
| 10. | 27. Januar 2018   | Hammamet            | ITF $15.000 | Sand      | Marija Marfutina        | Natalija Kostić Jelena Simić              | 6:4, 6:3          |